# Mariella Fasoula
Maria-Emmanouela Fasoula, detta Mariella (in greco Μαριέλλα Φασούλα?; Amarousio, 2 settembre 1997), è una cestista greca.
È la figlia di Panagiōtīs Fasoulas.

## Carriera
Con la Grecia ha disputato i Campionati mondiali del 2018 e tre edizioni dei Campionati europei (2015, 2017, 2021).